# Кошарка на Летњим олимпијским играма 1960.
Кошаркашки турнир на Летњим олимпијским играма одржаним 1960. године је пети по реду званични кошаркашки турнир на Олимпијским играма. Турнир је одржан у Риму, Италија. На турниру је учествовало укупно 16 репрезентација, пошто је, по први, пут одржан предолимпијски елиминациони турнир. Накошаркашком турниру је одиграно укупно 64 утакмица.
У прелиминарној рунди 16 тимова је било подељено у четири групе од по четири репрезентације. Свака репрезентација је одиграла по једну утакмицу против сваке из своје групе. Две првопласиране репрезентације из сваке групе су се пласирале у полуфинална такмичења, док су две преостале репрезентације из сваке групе играле за позиције од 9 до 16 места.
Победници, две првопласиране репрезентације, из полуфиналне рунде која је била састављена од две групе од по четири репрезентација су ишли у финалну фазу која је бројала четири тима. У овој рунди свака од четири репрезентације која је већ играла једна против друге преносила је резултат у финале (ако су којим случајем финалисти играли једни против других у прелиминарној рунди, тај се резултат није преносио). На овај начин својено место у овој финалној рунди је одређивао крајње стање на табели и давао је освајаче медаља. Четири преостале репрезентације из полуфиналне групе су играле једна против друге за позиције од 5 до 8 места, по истом принципу као и финална група.
Утакмице су игране у Спортској арени (Palazzetto dello sport) и Спортској палати (PalaLottomatica), обе у Риму.

## Југославија
Југославији је ово било први пут да игра на финалном олимпијском турниру. Југославија је играла у прелиминарној групи Б, где је заузела друго место и квалификовала се у полуфиналну рунду. У полуфиналној рунди се нашла са фаворитима, са сва три освајача медаља са претходне олимпијаде: САД, СССР и Уругвајем. Ипак је успела да у овој рунди такмичења забележи победу и то против Уругваја и заузме треће место у групи иза САД и СССРа.
У следећој фази разигравања са половичним успехом, победом против Пољске и поразом против Чехословачке, је успела да забележи релативно добар успех: 6 место у укупном пласману.
Југославија је на овом турниру одиграла укупно осам утакмица и забележила 4 победе и 4 пораза са кош разликом од 578 постигнутих и 653 примљених кошева (-75). Овој негативној кош разлици највише су допринеле утакмица против репрезентације САД која је завршена резултатом 104:42 (-62) и утакмица против репрезентације СССР која је завршена резултатом 88:61 (-27).

## Земље учеснице турнира
Свакој репрезентацији је омогућено да има највише 12 играча. На турниру је укупно било 192 играча који су представљали 16 репрезентација учесница. На кошаркашком турниру је одиграно укупно 64 утакмица.
| - Бразил - Бугарска - Италија - Јапан - Југославија - Мађарска - Мексико - Пољска | - Порторико - Сједињене Америчке Државе - Совјетски Савез - Уругвај - Француска - Филипини - Чехословачка - Шпанија |

## Резултати

### Прелиминарна фаза

#### Група A
| Репрезентација   | Бод | Ута | Поб | Изг | К+  | К-  |
| ---------------- | --- | --- | --- | --- | --- | --- |
| Сједињене Државе | 6   | 3   | 3   | 0   | 320 | 183 |
| Италија          | 5   | 3   | 2   | 1   | 226 | 247 |
| Мађарска         | 4   | 3   | 1   | 2   | 223 | 245 |
| Јапан            | 3   | 3   | 0   | 3   | 224 | 318 |

| 26. август |        |          |
| Мађарска   | 93–66  | Јапан    |
| САД        | 88–54  | Италија  |
| 27. август |        |          |
| САД        | 125–66 | Јапан    |
| Италија    | 72–67  | Мађарска |
| 29. август |        |          |
| САД        | 107–66 | Мађарска |
| Јапан      | 92–100 | Италија  |

#### Група Б
| Репрезентација | Бод | Ута | Поб | Изг | К+  | К-  |
| -------------- | --- | --- | --- | --- | --- | --- |
| Чехословачка   | 5   | 3   | 2   | 1   | 201 | 192 |
| Југославија    | 5   | 3   | 2   | 1   | 193 | 199 |
| Француска      | 4   | 3   | 1   | 2   | 187 | 190 |
| Бугарска       | 4   | 3   | 1   | 2   | 209 | 209 |

| 26. август   |       |              |
| Бугарска     | 62–67 | Југославија  |
| Француска    | 53–56 | Чехословачка |
| 27. август   |       |              |
| Француска    | 61–62 | Југославија  |
| Чехословачка | 69–75 | Бугарска     |
| 29. август   |       |              |
| Југославија  | 64–76 | Чехословачка |
| Француска    | 73–72 | Бугарска     |

#### Група Ц
| Репрезентација  | Бод | Ута | Поб | Изг | К+  | К-  |
| --------------- | --- | --- | --- | --- | --- | --- |
| Бразил          | 6   | 3   | 3   | 0   | 213 | 198 |
| Совјетски Савез | 5   | 3   | 2   | 1   | 220 | 170 |
| Мексико         | 4   | 3   | 1   | 2   | 189 | 210 |
| Порторико       | 3   | 3   | 0   | 3   | 199 | 243 |

| 26. август |        |           |
| СССР       | 66–49  | Мексико   |
| Порторико  | 72–75  | Бразил    |
| 27. август |        |           |
| Мексико    | 68–64  | Порторико |
| СССР       | 54–58  | Бразил    |
| 29. август |        |           |
| Бразил     | 80–72  | Мексико   |
| СССР       | 100–63 | Порторико |

#### Група Д
| Репрезентација | Бод | Ута | Поб | Изг | К+  | К-  |
| -------------- | --- | --- | --- | --- | --- | --- |
| Уругвај        | 5   | 3   | 2   | 1   | 228 | 225 |
| Пољска         | 5   | 3   | 2   | 1   | 233 | 207 |
| Филипини       | 4   | 3   | 1   | 2   | 228 | 248 |
| Шпанија        | 4   | 3   | 1   | 2   | 222 | 231 |

| 26. август |       |          |
| Филипини   | 68–86 | Пољска   |
| Уругвај    | 72–77 | Шпанија  |
| 27. август |       |          |
| Шпанија    | 82–84 | Филипини |
| Уругвај    | 76–72 | Пољска   |
| 29. август |       |          |
| Уругвај    | 80–76 | Филипини |
| Пољска     | 75–63 | Шпанија  |

### Класификациона фаза 9º-16 места

#### Група 3
| Репрезентација | Бод | Ута | Поб | Изг | К+  | К-  |
| -------------- | --- | --- | --- | --- | --- | --- |
| Мађарска       | 6   | 3   | 3   | 0   | 167 | 150 |
| Филипини       | 5   | 3   | 2   | 1   | 154 | 161 |
| Порторико      | 4   | 3   | 1   | 2   | 162 | 166 |
| Бугарска       | 0   | 3   | 0   | 3   | 0   | 6   |

| 1. септембар |       |           |
| Мађарска     | 2–0¹  | Бугарска  |
| Филипини     | 82–80 | Порторико |
| 2. септембар |       |           |
| Мађарска     | 84–80 | Порторико |
| Бугарска     | 0–2¹  | Филипини  |
| 3. септембар |       |           |
| Порторико    | 2–0¹  | Бугарска  |
| Мађарска     | 81–70 | Филипини  |

¹ Бугарска је одустала од такмичења

#### Група 4
| Репрезентација | Бод | Ута | Поб | Изг | К+  | К-  |
| -------------- | --- | --- | --- | --- | --- | --- |
| Француска      | 6   | 3   | 3   | 0   | 270 | 173 |
| Мексико        | 5   | 3   | 2   | 1   | 219 | 214 |
| Шпанија        | 4   | 3   | 1   | 2   | 180 | 122 |
| Јапан          | 3   | 3   | 0   | 3   | 184 | 243 |

| 1. септембар |        |         |
| Шпанија      | 66–80  | Мексико |
| Француска    | 101–63 | Јапан   |
| 2. септембар |        |         |
| Јапан        | 55–76  | Мексико |
| Француска    | 78–40  | Шпанија |
| 3. септембар |        |         |
| Шпанија      | 66–64  | Јапан   |
| Француска    | 91–62  | Мексико |

#### Класификациона рунда за 13º-16º место
Победа Шпаније над Јапаном и победа Порторика над Бугарском из претходне класификационе фазе, 9º-16º, су рачунати у овој фази.
| Репрезентација | Бод | Ута | Поб | Изг | К+  | К   |
| -------------- | --- | --- | --- | --- | --- | --- |
| 13. Порторико  | 6   | 3   | 3   | 0   | 170 | 138 |
| 14. Шпанија    | 5   | 3   | 2   | 1   | 133 | 139 |
| 15. Јапан      | 4   | 3   | 1   | 2   | 139 | 159 |
| 16. Бугарска   | 3   | 3   | 0   | 3   | 0   | 6   |

| 7. септембар |       |          |
| Порторико    | 75–65 | Шпанија  |
| Јапан        | 2–0   | Бугарска |
| 9. септембар |       |          |
| Порторико    | 93–73 | Јапан    |
| Шпанија      | 2–0   | Бугарска |

#### Класификациона рунда за 9º-12º место
Победа Француске над Мексиком и победа Мађарске над Филипинима из претходне класификационе фазе, 9º-16º, су рачунати у овој фази.
| Репрезентација | Бод | Ута | Поб | Изг | К+  | К   |
| -------------- | --- | --- | --- | --- | --- | --- |
| 9. Мађарска    | 5   | 3   | 2   | 1   | 212 | 209 |
| 10. Француска  | 5   | 3   | 2   | 1   | 283 | 211 |
| 11. Филипини   | 4   | 3   | 1   | 2   | 210 | 267 |
| 12. Мексико    | 4   | 3   | 1   | 2   | 195 | 213 |

| 8. септембар  |        |           |
| Мађарска      | 57–69  | Мексико   |
| Француска     | 122–75 | Филипини  |
| 10. септембар |        |           |
| Филипини      | 65–64  | Мексико   |
| Мађарска      | 74–70  | Француска |

### Полуфинале

#### Група 1
| Репрезентација | Бод | Ута | Поб | Изг | К+  | К   |
| -------------- | --- | --- | --- | --- | --- | --- |
| Бразил         | 6   | 3   | 3   | 0   | 240 | 221 |
| Италија        | 5   | 3   | 2   | 1   | 226 | 216 |
| Чехословачка   | 4   | 3   | 1   | 2   | 236 | 237 |
| Пољска         | 3   | 3   | 0   | 3   | 222 | 250 |

| 1. септембар |       |         |
| Бразил       | 78–75 | Италија |
| Чехословачка | 88–75 | Пољска  |
| 2. септембар |       |         |
| Пољска       | 68–77 | Бразил  |
| Чехословачка | 70–77 | Италија |
| 3. септембар |       |         |
| Италија      | 74–68 | Пољска  |
| Чехословачка | 78–85 | Бразил  |

#### Група 2
| Репрезентација   | Бод | Ута | Поб | Изг | К+  | К   |
| ---------------- | --- | --- | --- | --- | --- | --- |
| Сједињене Државе | 6   | 3   | 3   | 0   | 293 | 149 |
| Совјетски Савез  | 5   | 3   | 2   | 1   | 234 | 195 |
| Југославија      | 4   | 3   | 1   | 2   | 197 | 275 |
| Уругвај          | 3   | 3   | 0   | 3   | 186 | 291 |

| 1. септембар |        |             |
| Југославија  | 42–104 | САД         |
| Уругвај      | 53–89  | СССР        |
| 2. септембар |        |             |
| СССР         | 88–61  | Југославија |
| Уругвај      | 50–108 | САД         |
| 3. септембар |        |             |
| Уругвај      | 83–94  | Југославија |
| САД          | 81–57  | СССР        |

#### Класификациона рунда за 5º-8º места
Победе Чехословачке над Пољском и Југославије над Уругвајем из претходне фазе су такође рачунати у овој рунди.
| Репрезентација  | Бод | Ута | Поб | Изг | К+  | К   |
| --------------- | --- | --- | --- | --- | --- | --- |
| 5. Чехословачка | 5   | 3   | 2   | 1   | 284 | 240 |
| 6. Југославија  | 5   | 3   | 2   | 1   | 282 | 262 |
| 7. Пољска       | 4   | 3   | 1   | 2   | 220 | 245 |
| 8. Уругвај      | 4   | 3   | 1   | 2   | 217 | 256 |

| 7. септембар |       |             |
| Чехословачка | 98–72 | Уругвај     |
| Југославија  | 95–81 | Пољска      |
| 9. септембар |       |             |
| Пољска       | 64–62 | Уругвај     |
| Чехословачка | 98–93 | Југославија |

### Финале
Победе САД над СССРом и Бразила над Италијом, из претходне полуфиналне фазе, су рачунати у овој фази.
| Репрезентација      | Бод | Ута | Поб | Изг | К+  | К   |
| ------------------- | --- | --- | --- | --- | --- | --- |
| 1. Сједињене Државе | 6   | 3   | 3   | 0   | 283 | 201 |
| 2. Совјетски Савез  | 5   | 3   | 2   | 1   | 199 | 213 |
| 3. Бразил           | 4   | 3   | 1   | 2   | 203 | 229 |
| 4. Италија          | 3   | 3   | 0   | 3   | 226 | 268 |

| 8. септембар  |        |         |
| Бразил        | 62–64  | СССР    |
| САД           | 112–81 | Италија |
| 10. септембар |        |         |
| Италија       | 70–78  | СССР    |
| Бразил        | 63–90  | САД     |

## Медаље
| · 2° место · Совјетски Савез · | · Олимпијски шампион · Сједињене Државе · 5° титула | · 3° место · Бразил · |

## Коначан пласман
| Позиција | Репрезентација            |
| -------- | ------------------------- |
| 1        | Сједињене Америчке Државе |
| 2        | Совјетски Савез           |
| 3        | Бразил                    |
| 4        | Италија                   |
| 5        | Чехословачка              |
| 6        | Југославија               |
| 7        | Пољска                    |
| 8        | Уругвај                   |
| 9        | Мађарска                  |
| 10       | Француска                 |
| 11       | Филипини                  |
| 12       | Мексико                   |
| 13       | Порторико                 |
| 14       | Шпанија                   |
| 15       | Јапан                     |
| 16       | Бугарска                  |